# 욜릭 카간
욜릭 카간(Yollıg Khagan, 고대 튀르크어 𐰖𐰆𐰞𐰞𐰃𐰍:𐱅𐰃𐰏𐰤 (욜릭 테긴 Yollıg Tigin), 중국어: 伊然可汗, 병음: Yīrán Kèhán, 개인 이름 중국어: 阿史那伊然, 병음: Āshǐnà Yīrán, 734–739?)은 돌궐 제2제국의 제5대 군주이다.
그는 빌게 카간(Bilge Khagan)의 아들이다. 오르콘 비문(Orkhon inscription) 이외에는 그에 대해 알려진 바가 없다. 아내 여새복(餘賽匐)은 744년 이후 당(唐)으로 떠났다.

## 참고문헌
| 전임 빌게 카간 | 제5대 돌궐 제2제국 카간 734년 ~ 739년(?) | 후임 텡그리 카간 |

1. ↑  중국 문헌에는 욜릭 카간과 텡그리
카간의 재위를 734–41로 기록하고 있다. 교체 연도는 『구당서(舊唐書)』에는 734년, 『신당서(新唐書)』에는 740년(모두 Baumer, page 265, footnote), 그리고 739년(Gumilyov, Ancient Turks, ch xxiii)으로 되어 있다.
2. ↑  
Bauer, Susan Wise (2010). 《The History of the Medieval World: From the Conversion of Constantine to the First Crusade》. W. W. Norton & Company. 238쪽. ISBN 978-0-393-05975-5.
3. ↑  Zhenqing, Yan. “Special report”. 《zh.wikisource.org》 (중국어). 2018년 7월 29일에 확인함.